# Cheeky Parade II
『Cheeky Parade II』（チィキィパレード ツー）は、Cheeky Paradeの2枚目のアルバム。2016年6月1日にiDOL Streetから発売された。

## 背景とリリース
「CD+Blu-ray盤」（Type"M"）、「CDのみ盤」（Type"W"）の2形態で発売。
オリジナルアルバムとしては約2年半ぶりの作品で、2016年夏に山本真凛と鈴木真梨耶が留学し、さらに発売2年後の2018年7月31日をもってグループ自体が解散となったため、事実上の最終アルバムでもある。Type"M"とType"W"とでは曲順や一部収録曲が異なっており、この2形態についてサウンドディレクターは「Type"M"はチキパのストーリーを感じたい方に! Type"W"はチキパの音楽を楽しみたい方に!」と語っている。
2016年1月17日に中野サンプラザで行われた「iDOL Street Carnival 2016〜新春!開運!歌祭り!〜」で、山本真凛と鈴木真梨耶の留学の発表とともに本作の発売が決定したことも発表された。そして、2月20日に新宿BLAZEで開催された『Cheeky Parade 4周年記念LIVEで「Hungry」が初披露された。
以降、本作に収録される曲がリリースイベントで初披露されていった。4月2日にあまがさきキューズモールで「Lost + Found」が初披露された。4月9日に東武百貨店池袋店で「シェケナ」が初披露された。4月16日にはららぽーと新三郷で「SUPER STAR」が初披露された。
そして、5月3日に松下IMPホールで開催されたワンマンライブ「Cheeky MONSTER VOL2〜It's a Small World〜」に先駆けて、5月2日に「Hungry」、「Lost + Found」、「シェケナ」、「SUPER STAR」のダンスビデオをYouTube上に公開した。本作発売前でのライブのため決して初披露ではないがほとんどの人がまだ聴いたことがないと思われる新曲をあらかじめ公開しよりライブを楽しんでもらえるようにと、メンバーが考え実現した。
5月3日に松下IMPホールでワンマンライブ「Cheeky MONSTER VOL2〜It's a Small World〜」が開催され、「WE ARE THE GREATEST NINE9'」と「Happy Fancy Music」が初披露された。終演後、「WE ARE THE GREATEST NINE9'」のMVがYouTube上に公開された。
6月1日に本作がリリースされ、リリース週最終日の6月5日に渋谷CLUB QUATTROで『まりん・まりやを皆でLAに送り出そう!「壮行会イベント」』が開催された。山本、鈴木真梨耶の留学前の国内での単独イベントはこれが最後となった。
本作でも5月25日に先行配信を行っているが、従来のどのサービスでも全曲を先行配信するという形から、サービスごとに先行配信する曲が異なる形へと変化した。この方式は本作発売以降にリリースされたiDOL Streetの他のグループの新譜でも採用されている。
なお、デビューシングル「BUNBUN NINE9’」から発売し続けていた「HMV・Loppi限定盤」が本作では発売されなかった。そのため「HMV・Loppi限定盤」購入者限定イベント「ナマイキホームタイム」も開催されなかった。鈴木真梨耶はブログで「留学前にあと、一回。ナマイキホームタイム希望。」と書いていたが、その願いは叶わなかった。

## 収録曲

### Type"M"
1. SINFONIA 〜Apocalypse of Monster〜
作曲・編曲：HIKIE
2. M.O.N.ST@R
作詞：R.o.C　作曲・編曲：HIKIE
  - 5thシングル
  - Type"M"では冒頭の山本のソロパートの伴奏がピアノになっている。これは2015年12月26日に六本木のnicofarreで行われた『Cheeky Parade×TOKYO IDOL LIVE Cheeky Parade定期公演「THE INNER MUSCLE」 Vol.2』で、関根のピアノ生演奏をバックに「M.O.N.ST＠R」を歌いあげたときのものである[15]。
3. Hungry
作詞：Ume 作曲・編曲：木之下慶行
4. キズナPUNKY ROCK !!
作詞：RESiA209　作曲・編曲：上村伸太郎
  - 4thシングル
5. シェケナ!
作詞・作曲・編曲：ヒゲドライバー
  - 永井が振付を担当した。
6. Lost+Found
作詞：RESiA209 作曲・編曲：HIKIE
7. Happy Fancy Music
作詞：RESiA209 作曲・編曲：HIKIE
8. faith
作詞：kenko-p　作曲・編曲：上村伸太郎
  - 6thシングルのc/w
9. SKY GATE
作詞：RESiA209　作曲・編曲：HIKIE
  - 6thシングル
10. カラフルスターライト
作詞：RESiA209　作曲・編曲：木之下慶行
  - 5thシングル
11. CANDY POP GALAXY BOMB !!
作詞：RESiA209　作曲・編曲：HIKIE
  - 4thシングル
  - Type"M"では「CANDY POP GALAXY BOMB !!-Music Video Ver-」が収録されている。アウトロ部分がオーケストラ風にアレンジされている。
12. WE ARE THE GREATEST NINE9'
作詞：RESiA209　作曲・編曲：木之下慶行
  - Type"M"では「WE ARE THE GREATEST NINE9'」終了後無音が続き、そのまま再生を続けると約106秒後に関根のピアノ演奏に合わせて全員で歌う「Cheeky dreamer」が始まる。そして、「Cheeky dreamer」が終了するとこのトラックの演奏時間がちょうど「9'」(9分)になるように仕組まれている。

初回限定盤Blu-ray Disc
1. WE ARE THE GREATEST NINE9' <Music Video>
2. 特典映像 2016.02.20 4周年記念LIVE VOL2 @新宿BLAZE ニコ生放送映像完全収録 〜メンバー解説付き〜

### Type"W"
1. SINFONIA 〜Apocalypse of Monster〜
作曲・編曲：HIKIE
2. SKY GATE
作詞：RESiA209　作曲・編曲：HIKIE
3. キズナPUNKY ROCK !!
作詞：RESiA209　作曲・編曲：上村伸太郎
4. Lost+Found
作詞：RESiA209 作曲・編曲：HIKIE
5. SUPER STAR
作詞：ケリー 作曲・編曲：宇佐美宏
6. Happy Fancy Music
作詞：RESiA209 作曲・編曲：HIKIE
7. WE ARE THE GREATEST NINE9'
作詞：RESiA209　作曲・編曲：木之下慶行
8. カラフルスターライト
作詞：RESiA209　作曲・編曲：木之下慶行
9. シェケナ!
作詞・作曲・編曲：ヒゲドライバー
10. Hungry
作詞：Ume 作曲・編曲：木之下慶行
11. CANDY POP GALAXY BOMB !!
作詞：RESiA209　作曲・編曲：HIKIE
12. M.O.N.ST@R
作詞：R.o.C　作曲・編曲：HIKIE

## 音楽配信

### 先行配信
Cheeky Paradeは今までも先行配信を行ってきたが本作でも先行配信を行った。複数の配信サービスから『Cheeky Parade II』収録の新曲を1曲ずつ配信する形である。
| 配信日        | 曲名                       | 配信サービス    | 備考                                                        |
| ------------- | -------------------------- | --------------- | ----------------------------------------------------------- |
| 2016年5月25日 | WE ARE THE GREATEST NINE9' | LINE MUSIC      | LINE MUSICのCMに「WE ARE THE GRETEST NINE9’」が起用された。 |
| 2016年5月25日 | シェケナ！                 | dヒッツ         | dヒッツにCheeky Paradeのアーティストチャンネル開設          |
| 2016年5月25日 | シェケナ！                 | レコチョク Best |                                                             |
| 2016年5月25日 | Hungry                     | iTunes Store    |                                                             |
| 2016年5月25日 | Hungry                     | Apple Music     | Apple Musicの「Connect」にCheeky Paradeのアカウント開設     |
| 2016年5月25日 | Lost+Found                 | AWA             |                                                             |

### 本配信
どのサービスもType"W"が配信されている。

## イベント
| 日程          | 公演名                                                           | 会場                     | 備考 |
| ------------- | ---------------------------------------------------------------- | ------------------------ | --- |
| 2016年4月2日  | 『Cheeky Parade II』リリース記念予約イベント                     | あまがさきキューズモール | 各日2回公演。ミニライブ+グループ別握手会。                                                                                             |
| 2016年4月9日  | 『Cheeky Parade II』リリース記念予約イベント                     | 東武百貨店池袋店         | 各日2回公演。ミニライブ+グループ別握手会。                                                                                             |
| 2016年4月16日 | 『Cheeky Parade II』リリース記念予約イベント                     | ららぽーと新三郷         | 各日2回公演。ミニライブ+グループ別握手会。                                                                                             |
| 2016年5月28日 | 『Cheeky Parade II』リリース記念予約イベント                     | ららぽーと柏の葉         | 各日2回公演。ミニライブ+グループ別握手会。                                                                                             |
| 2016年5月29日 | 『Cheeky Parade II』リリース記念予約イベント                     | ららぽーと横浜           | 各日2回公演。ミニライブ+グループ別握手会。                                                                                             |
| 2016年5月22日 | 『Cheeky Parade II』発売記念mu-moショップ／S.P.Cショップイベント | プレミアホール           | 個別ロング握手会（2部制）、個別撮影会、個別サイン会、ガイナーグループ撮影会（ガイナー・ロギー・ワタナベ・マネージャーの4名との撮影会） |
| 2016年6月4日  | 『Cheeky Parade II』発売記念mu-moショップ／S.P.Cショップイベント | プレミアホール           | 個別ロング握手会（2部制）、個別撮影会、個別サイン会、ミニライブ、グループ別握手会                                                      |
| 2016年6月3日  | 『Cheeky Parade II』発売記念ミニライブ+握手会                    | ららぽーと豊洲           | |